# Moutiers (Ille-et-Vilaine)
Moutiers è un comune francese di 887 abitanti situato nel dipartimento dell'Ille-et-Vilaine nella regione della Bretagna.

## Società

### Evoluzione demografica
Abitanti censiti